# Calavuno
Almaleque Almançor Ceifadim Calavuno Alalfi Assali Anájemi Alalai (em árabe: الملك المنصور سيف الدين قلاوون الألفى الصالحى النجمى العلاءى; romaniz.: al-Malik al-Mansur Saif ad-Din Qalaun al-Alfi as-Salihi an-Najmi al-Alai, melhor conhecido como Calavuno (em latim: Calavunus; em árabe: قلاوون; romaniz.: Qalawun, Qalaʾun ou Kalavun), foi um sultão mameluco da dinastia Bahri que reinou no Egito entre 1279 e 1290. 

## Ascensão ao poder
Calavuno era um quipchaco que se tornou um mameluco na década de 1240 após ter sido vendido por 1 000 dinares de ouro para a casa do sultão Sale Aiube. Por este motivo, ele ficou conhecido como al-Alfi ("Homem mil"). Ele mal falava árabe, mas mesmo assim ganhou poder e influência até se tornar um emir sob Baibars, que casou seu filho Baraca Cã com a filha de Calavuno. 
Baibars morreu em 1277 e foi sucedido por Baracá. No início de 1279, quando o sultão e Calavuno invadiram a Armênia Cilícia, houve uma revolta que obrigou o Baracá a renunciar em nome do irmão Solamish, que tinha apenas sete anos, tendo Calavuno como regente. Após alguns meses, o poderoso atabegue argumentou que o Egito precisava de um adulto e não de uma criança, exilando Solamish em Constantinopla no final do mesmo ano, efetivamente tomando o poder num golpe de estado. 
O governador de Damasco, Sungur, não concordou com a ascensão de Calavuno ao poder e se declarou sultão. A reivindicação de Sungur, porém, foi repelida em 1280, quando Calavuno o derrotou. Em 1281, os dois adversários se reconciliaram, principalmente por causa da invasão do ilcã Abaca na Síria. Os dois juntos conseguiram repelir o invasor na Segunda Batalha de Homs.
Saíde Baracá, Solamish e o irmão deles, Cadir, foram exilados em Caraque, o antigo castelo dos cruzados. Baracá morreu ali em 1280 (diz-se que envenenado por Calavuno) e Cadir tomou posse do castelo até 1286, quando o sultão o retomou.

## Diplomacia mameluca
Da mesma forma que Baibars havia feito antes dele, Calavuno firmou tratados com os estados cruzados remanescentes, com as ordens militares e com senhores poderosos que gostariam de se manter independentes. Ele reconheceu Tiro e Beirute como independentes do Reino de Jerusalém, sediado em Acre na época. É importante ressaltar que os tratados firmados sempre foram favoráveis a Calavuno, como o de Tiro, que ditava que a cidade não reconstruiria suas fortificações, ficaria neutra em conflitos entre os mamelucos e os cruzados e daria ao sultão metade dos impostos coletados. Em 1281, Calavuno também negociou uma aliança com o imperador bizantino Miguel VIII Paleólogo para reforçar sua resistência contra Carlos de Anjou, que estava ameaçando tanto o Império Bizantino quanto o Reino de Jerusalém. Em 1290, ele também firmou tratados com a República de Gênova e o Reino da Sicília.

## Ofensiva contra os estados cruzados
Sem se preocupar com os termos dos tratados recém-firmados, Calavuno saqueou a "inexpugnável" fortaleza hospitalária de Margate em 1285 e a guarneceu com tropas mamelucas. Ele também capturou e destruiu o castelo de Maracleia, capturou Lataquia (1287) e Trípoli (27 de abril de 1289), destruindo o Condado de Trípoli. O cerco da cidade foi estimulado pelos venezianos e pisanos, que se opunham ao crescente poderio genovês na região. No ano seguinte, reforços do rei Henrique chegaram em Acre e os soldados, embriagados, massacraram comerciantes e camponeses, muçulmanos e cristãos. Calavuno enviou uma embaixada para pedir uma explicação e, acima de tudo, para exigir que os assassinos fossem entregues para julgamento e punição. A resposta dos francos se dividiu entre os que buscavam apaziguar o sultão e os que queriam uma guerra. Sem receber informação nenhuma e nem uma resposta à sua exigência, Calavuno decidiu que a trégua de dez anos que ele acordara com Acre em 1284 foi violada pelos francos. Ele cercou a cidade no mesmo ano, mas morreu em 10 de novembro antes de tomá-la. A honra coube ao seu filho, Axerafe Calil.
Apesar da desconfiança de Calavuno em relação ao seu filho, Calil o sucedeu e manteve a política do pai, de substituir os mamelucos turcos por circassianos, o que, tempos depois, levaria a um conflito que encerraria o domínio da dinastia Bahri entre os mamelucos. Calil terminou morto pelos turcos em 1293, mas o legado de Calavuno continuou quando seu filho mais novo, Anácer Maomé tomou para si o poder.